# Mega Top 50
Mega Top 50 er en hitliste og et radioprogram på 3FM i Holland. Det blev lanceret i 1969 under navnet Hilversum 3 Top 30, men allerede i 1971 blev navnet ændret til Daverende Dertig og tre år senere til Nationale Hitparade. Hitlisten fik sit nuværende navn i 1993. Musiklisten er udarbejdet fra salgstal, airplay og streaming.

## Bøger
| År   | Titel                                      | Forfatter(e)                       | Indhold                                                                | ISBN               |
| ---- | ------------------------------------------ | ---------------------------------- | ---------------------------------------------------------------------- | ------------------ |
| 2004 | Mega Charts Jubileumeditie                 | Ed Hoogeveen                       | Jubilæumsbog der handler om de første ti år Mega Charts (på hollandsk) | ISBN 9789021540207 |
| 2013 | Mega Top 50 presenteert: 50 Jaar Hitparade | Bart Arens, Edgar Kruize, Ed Adams | Fuld hitlisthistorik, plus stort hitarkiv (på hollandsk)               | ISBN 9789000331000 |

## Eksterne henvisning
- (arkiv från 1963) Arkiveret 11. august 2007 hos  Wayback Machine (nederlandsk/hollandsk)